# Garčin
Garčin är en ort i Kroatien.   Den ligger i länet Brod-Posavina, i den östra delen av landet, 190 km öster om huvudstaden Zagreb. Garčin ligger 92 meter över havet och antalet invånare är 1 044.
Terrängen runt Garčin är huvudsakligen platt, men åt nordväst är den kuperad. Runt Garčin är det ganska tätbefolkat, med 60 invånare per kvadratkilometer. Närmaste större samhälle är Slavonski Brod, 13,3 km väster om Garčin. Trakten runt Garčin består till största delen av jordbruksmark.